# 金刺盛澄

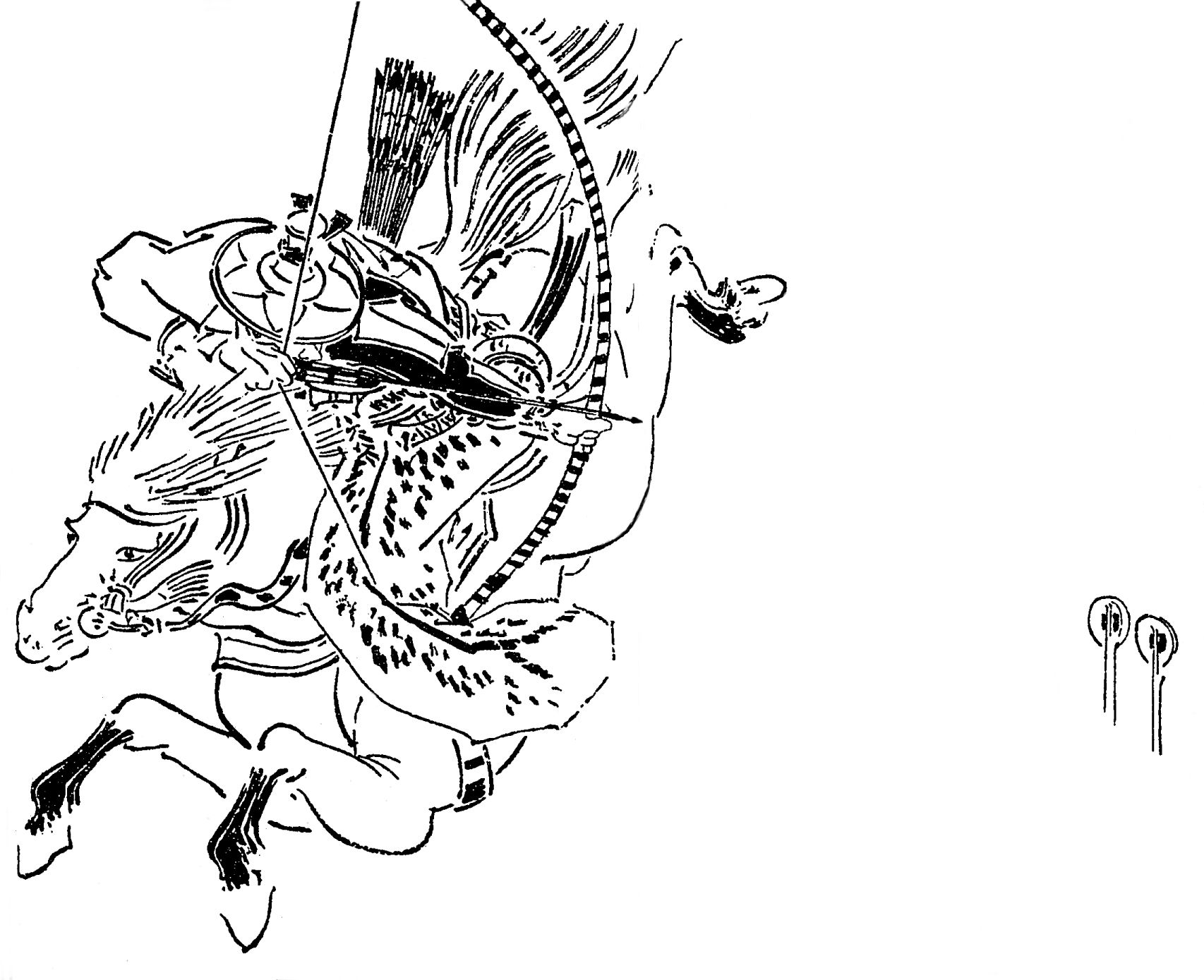
諏訪盛澄（金刺盛澄）／江戸時代『前賢故実』より。菊池容斎画

金刺 盛澄（かなさし の もりずみ、生没年未詳）は、平安時代後期の諏訪大社下社の神官（大祝）・武士。諏訪盛澄とも呼ばれる。弟に手塚光盛がいる。

## 生涯
当初は治承・寿永の乱での源義仲の挙兵に従ったが、御射山神事のため弟の光盛を留め置いて帰国した。平家の家人として長年在京していたことから（『吾妻鏡』文治3年8月15日条）、義仲の討伐後、源頼朝によって捕縛され、梶原景時に預けられた。頼朝は盛澄を処刑しようとしていたが、盛澄が藤原秀郷流弓術を継承する名手であったことから、景時は盛澄の命を奪うのを惜しみ、頼朝に説得を重ねた末、せめて盛澄の弓の技量を見てから死罪にして欲しい、と請願する。
盛澄は頼朝の基に参上し、鶴岡八幡宮での放生会で流鏑馬を披露した。この時頼朝は盛澄が騎乗する馬としてわざと暴れ馬を与えた上、盛澄が指定された八つの的を射抜くと、射抜いた的の破片、さらに的を立てかけた串を射抜くよう難題を押し付けてきたが、盛澄は見事に全て射抜いたため、赦免された。この時、景時が同じく捕縛された義仲の郎党達にも寛恕を施して欲しい、と頼朝に願い出て、その郎党達もまた助命され、御家人に列した（『吾妻鏡』文治3年8月15日条）。これらの顛末は『諏訪大明神絵詞』でも描写されている。
建久4年（1193年）3月、頼朝が下野国那須、上野国三原で行った狩倉にも随伴し、以後は幕府の流鏑馬や的始の儀式で活躍した。同年9月、北条泰時の元服前の「矢口餅の儀式」では三の口を賜っている（『吾妻鏡』建久4年9月11日条）。史料では建仁3年（1203年）までの活動が見られる。下諏訪町には盛澄が恩人の景時を偲び建立した梶原塚がある。

## 画像集

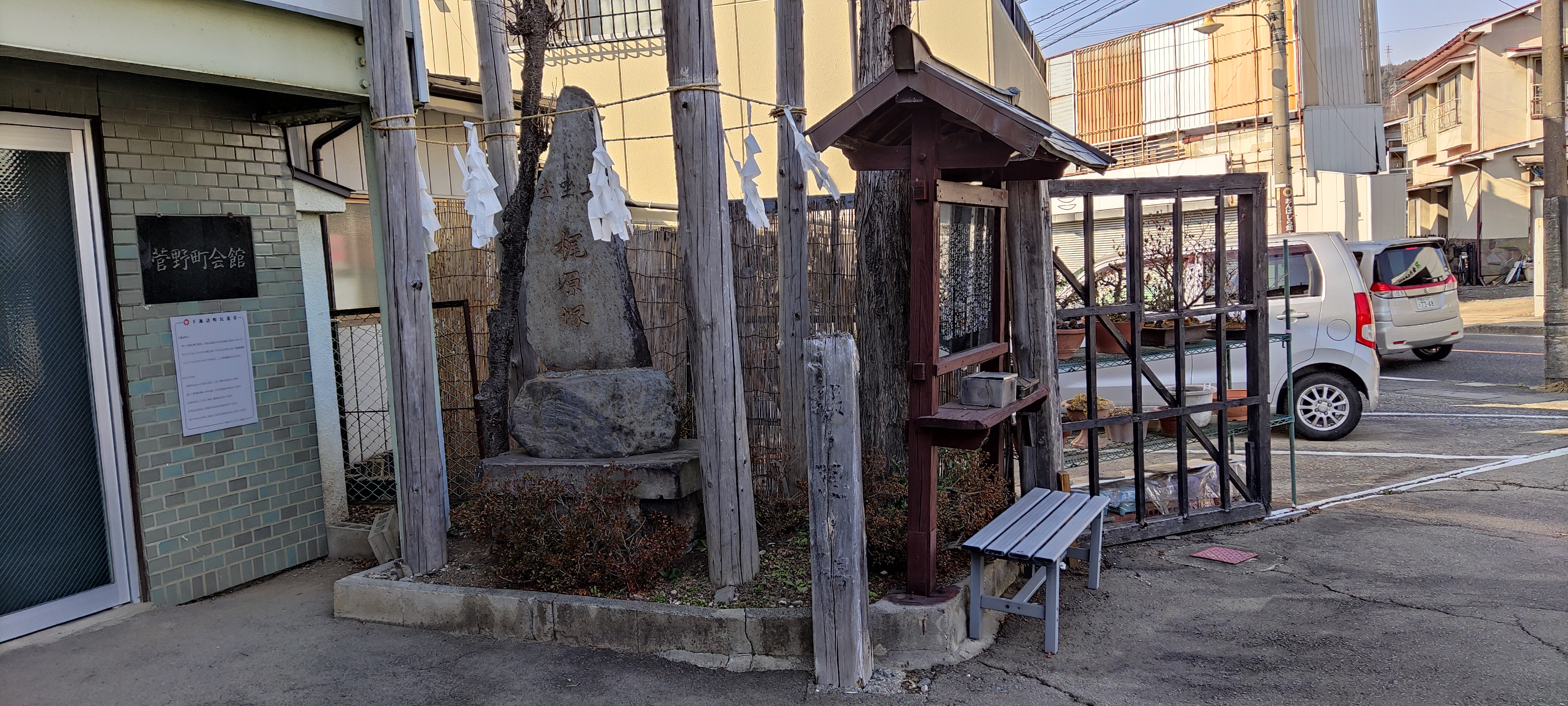
梶原塚（下諏訪町）（長野県諏訪郡下諏訪町木の下）
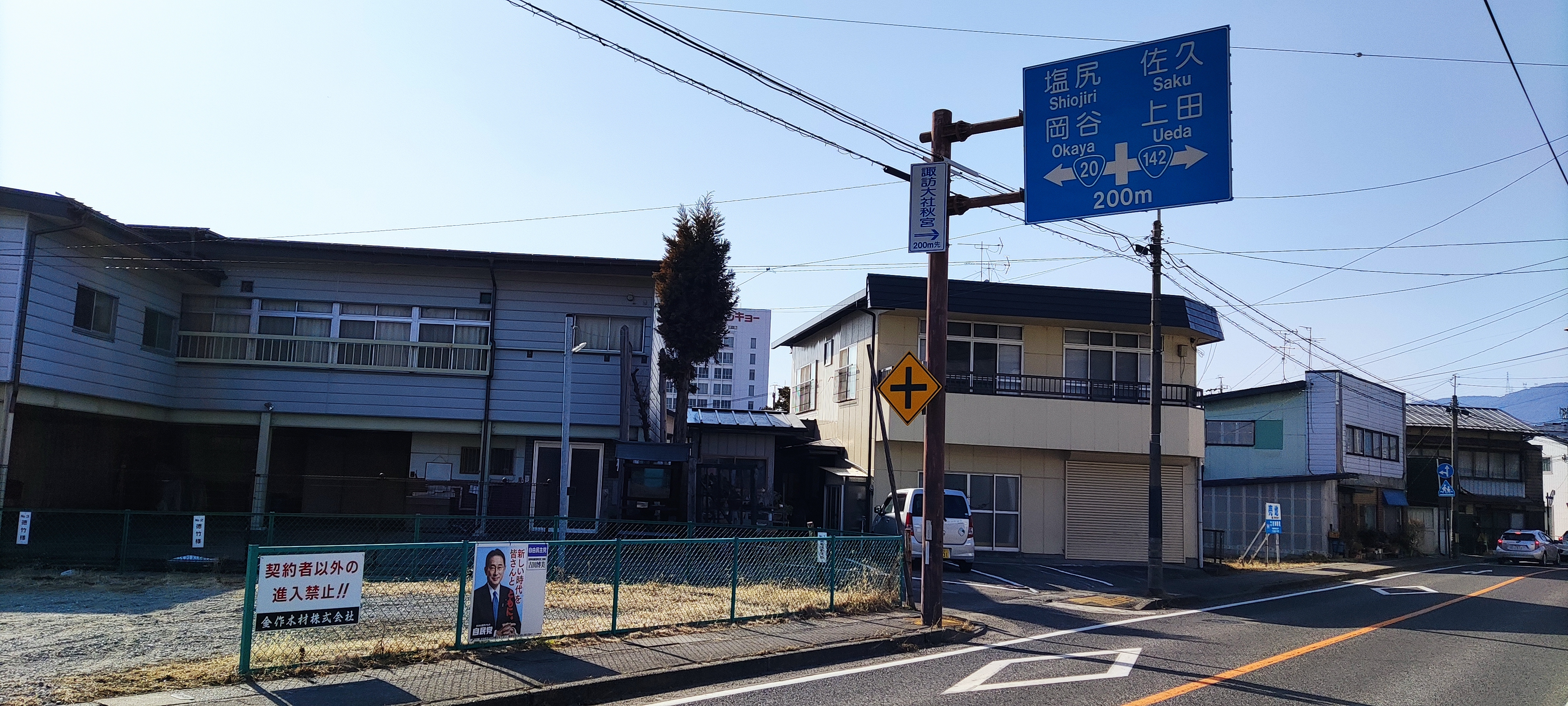
梶原塚全景(右へ諏訪大社下宮秋宮)